# Короткохвостый поморник
Короткохво́стый помо́рник (лат. Stercorarius parasiticus) — морская птица семейства поморниковых (Stercorariidae). Подвидов не выделяют.

## Описание
Длина тела составляет от 44 до 55 см, размах крыльев 88−125 см. У самца и самки в брачном наряде верх головы тёмный черновато- или серовато-бурого цвета, спина, поясница, брюхо и подхвостье серовато-бурые. Бока головы, задняя сторона шеи, горло и вся грудь белые, на боках и задней стороне шеи золотисто-жёлтый оттенок. Клюв чёрный с оливковым, зеленоватым или серым оттенком у основания, ноги чёрные. Зимний наряд похож на брачный, но тёмные участки оперения несколько светлее из-за беловатых окончаний свежего пера, на боках и задней стороне шеи, горле и боках появляются тёмно-коричневые пятнышки, а на пояснице и животе — тёмные и светлые поперечные полосы. Общая окраска птенцов серовато-бурая, желтовато-коричневая или желтовато-серая, наиболее тёмная на затылке и спинной стороне тела, более бледная вокруг глаз, на подбородке, концах крыльев и животе. Клюв розовато-серо-синий, с чёрным кончиком, лапы бледные серо-голубые с розоватыми пятнышками.
Голос — визгливый, гнусавый или мяукающий — очень разнообразные звуки. Резкий голос напоминает крик павлина — «каоу», иногда это низкие звуки «как… как…».

## Ареал
Гнездовья короткохвостого поморника расположены в тундровой зоне Евразии и Северной Америки. В 1977 году орнитолог Велижанин установил, что остров Топорковый Курильской гряды является южной границей гнездования вида. Повторное исследование вида в июне 2000 года обнаружило на острове 15 особей этого вида тёмной морфы, в том числе три гнездящиеся пары и двух пуховых птенцов.
Зимует в океанических водах Северной Атлантики, в прибрежных водах Южной Америки, у восточных побережий Северной Америки, Южной Австралии, у западного побережья Африки, восточного побережья Азии, в Красном море и Персидском заливе. Незначительное количество птиц зимует на Чёрном и Средиземном морях.

## Размножение

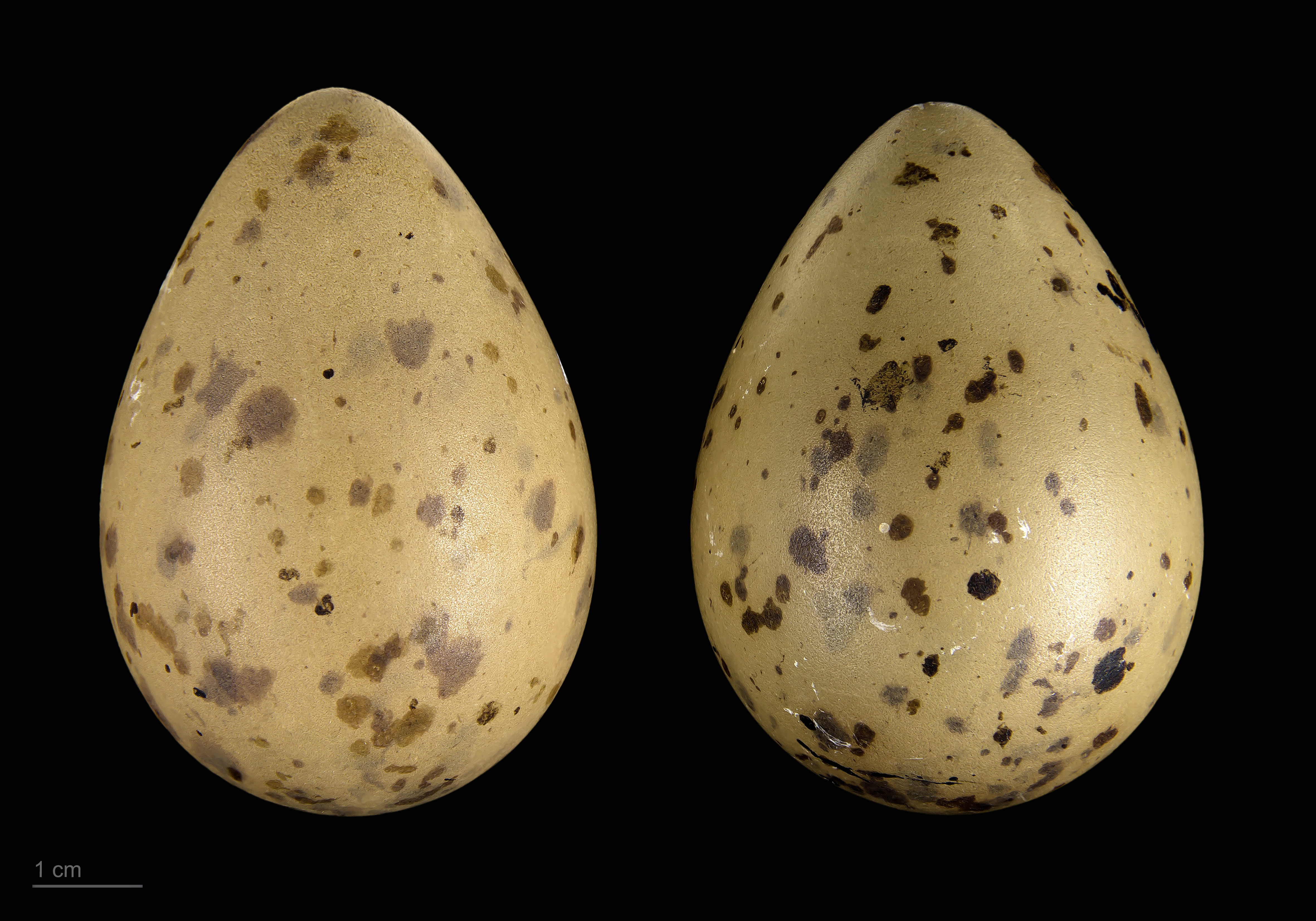
яйцо Stercorarius parasiticus - Тулузский музей

Половой зрелости достигают в возрасте 3−5 лет. Моногамы. Гнездо представляет собой небольшое углубление в грунте диаметром 120−150 мм и глубиной до 50 мм, выстилка состоит из сухих листочков карликовой берёзки или ив и кусочков лишайников. В кладке два яйца оливково-коричневого или зеленовато-оливкового цвета. Насиживают кладку оба партнера в среднем 26 дней. В возрасте 25−30 дней птенцы поднимаются на крыло, но ещё в течение 2−5 недель их подкармливают родители, после чего они переходят к самостоятельной жизни.

## Питание
Чаще всего короткохвостый поморник отбирает корм у моевок, полярной и других крачек, тупиков, гагарок, чистиков, причём наиболее успешным бывает нападение вдвоём, втроём и даже впятером. Основным кормом на суше являются лемминги, пуховые птенцы и кладки куликов, слётки воробьиных птиц, яйца гагар, уток, чаек, белых куропаток. В море короткохвостый поморник добывают рыбу и беспозвоночных животных в основном с поверхности. Весной и осенью в рационе заметную роль играют ягоды, в основном вороники, брусники, голубики, а также падаль и отбросы.

## Охрана
На острове Фула в Шотландии организован заказник, в котором короткохвостый поморник включён в список охраняемых видов.